# Džakule
Džakule är ett samhälle i Bosnien och Hercegovina.   Det ligger i entiteten Federationen Bosnien och Hercegovina, i den centrala delen av landet, 100 km norr om huvudstaden Sarajevo. Džakule ligger 258 meter över havet och antalet invånare är 2 241.
Terrängen runt Džakule är kuperad västerut, men österut är den platt. Terrängen runt Džakule sluttar österut.Runt Džakule är det ganska tätbefolkat, med 93 invånare per kvadratkilometer.. Närmaste större samhälle är Gračanica, 10,6 km sydväst om Džakule. 
Omgivningarna runt Džakule är en mosaik av jordbruksmark och naturlig växtlighet.